# Chemins de fer Calabro-Lucanes
Les Ferrovie Calabro-Lucane - Chemins de fer Calabro-Lucanes
 était le nom de la compagnie ferroviaire qui gérait en concession l'important réseau ferré à voies étroites qui s'étendait sur neuf provinces du sud de l'Italie : Bari, Salerne, Potenza, Matera, Cosenza, Catanzaro Crotone, Vibo Valentia et Reggio de Calabre, qui composent les quatre régions : Campanie, Basilicate, Pouilles et Calabre.

## Histoire

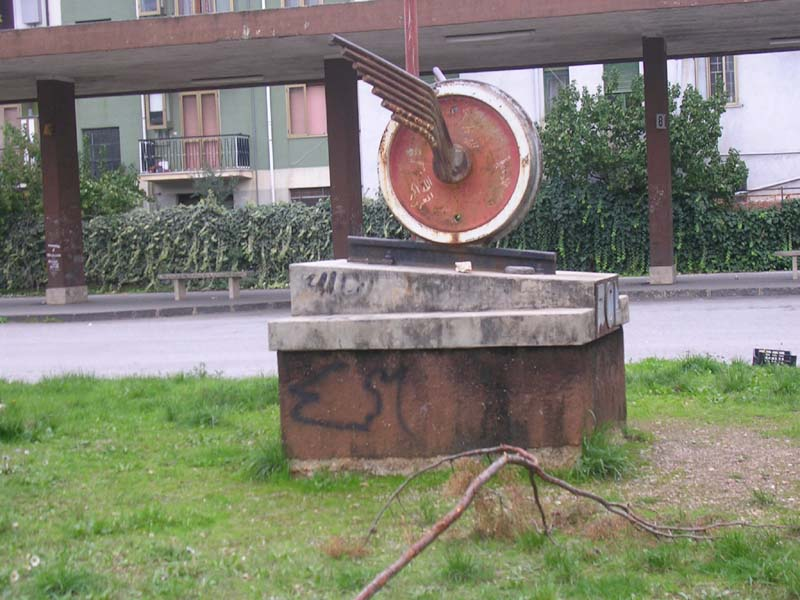
La roue ailée, symbole des Ferrovie Calabro Lucane, commune à plusieurs compagnies ferroviaires italiennes, à Castrovillari

Les origines des voies ferrées dans la région remontent à 1882 lorsque les responsables de la province de Cosenza réclamèrent au gouverneur du royaume d'Italie la construction d'une ligne de chemin de fer Lagonegro-Castrovillari-Spezzano Albanese longue de 101 km qui permettrait de relier Cosenza au cœur de la Calabre à travers le Vallo di Diano, et avec les lignes des FS, Salerne et Naples. L'accord fut délivré le 4 décembre 1902 avec la Loi Zanardelli, qui en autorisait la construction mais en voie étroite.
La construction fut confiée à la Società per le Strade Ferrate del Mediterraneo qui, en 1905, à la suite de la nationalisation des chemins de fer en Italie, a dû céder son réseau d'une longueur de 5.765 km  (Rete Mediterranea en échange d'une forte indemnité qui sera investie. Elle obtint également la concession pour la réalisation d'un réseau interrégional avec la Loi N°580 du 21 juillet 1910 et par la "Convention" selon la Loi N° 135 du 26 janvier 1911.
La mise en service de la première ligne entre Bari et Matera fut inaugurée le 9 août 1915. Par convention, la société concessionnaire avait la charge de la gestion du service qu'elle assura par sa Direction Centrale basée à Rome et deux antennes délocalisées dans les Pouilles et en Calabre. Le projet initial était très ambitieux : relier quatre régions d'Italie Campanie, Basilicate, Pouilles et Calabre et sept provinces : Province de Salerne, Province de Potenza, Province de Matera, Province de Bari, Province de Cosenza, Province de Catanzaro et Province de Reggio de Calabre par une voie ferrée. Ce projet fut long à aboutir en raison de la Première Guerre mondiale.
Le 9 octobre 1916, le premier train est lancé sur la ligne Cosenza–Rogliano ce qui va permettre d'assurer la correspondance avec le réseau des FS. La poursuite des travaux de construction de la ligne reprirent dès la fin de la guerre et le tronçon entre Pedace et San Pietro in Guarano de 22 km fut mis en service le 11 octobre 1922.
Entre 1915 et 1934, le réseau ferroviaire construit et en service atteignait 740 km. Le dernier tronçon manquant, entre Camigliatello Silano et San Giovanni in Fiore a été ouvert en avril 1956.

### Principales lignes des FCL

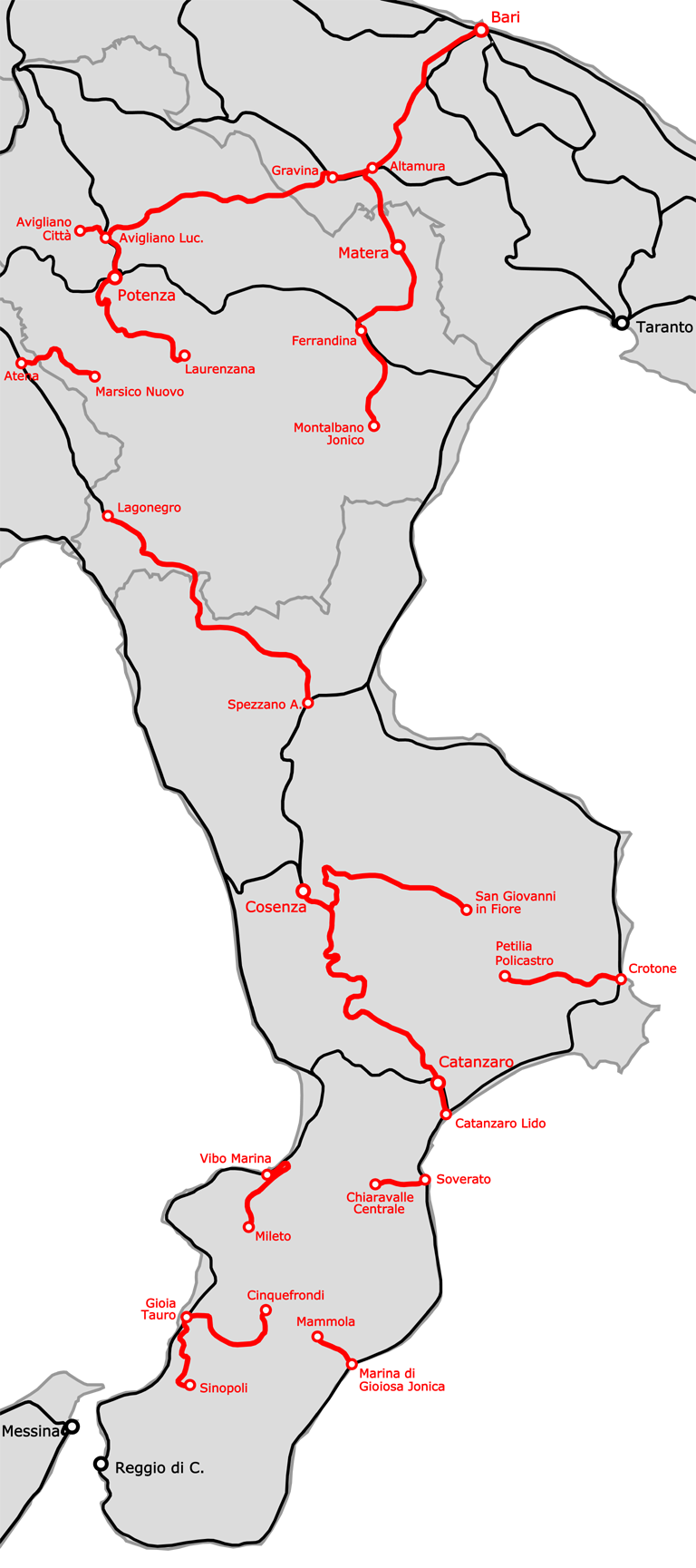
réseau ferré des FCL en 1960

- Bari–Matera–Montalbano Jonico (141,165 km):
  - Bari–Matera (75,800 km), le 9 août 1915[4]
  - Matera–Miglionico (27,708 km), le 24 mai 1928
  - Miglionico–Montalbano Jonico (37,656 km), le 29 octobre 1932
- Altamura-Avigliano-Potenza (85,291 km):
  - Acerenza–Avigliano Lucania (19,188 km), le 26 mai 1930
  - Altamura–Acerenza (66,103 km), le 21 avril 1934
- Potenza-Pignola–Laurenzana (64,778 km):
  - Potenza Inferiore Scalo–Pignola (12,130 km), le 23 janvier 1919[4]
  - Avigliano Città–Avigliano Lucania (7,716 km), le 26 mai 1930
  - Pignola–Laurenzana (30,370 km), le 4 novembre 1931
  - Potenza Città–Potenza Inferiore Scalo (3,083 km), le 1er juillet 1933
  - Potenza Città–Avigliano Lucania (11,477 km), le 28 octobre 1933
- Atena Lucana-Marsico Nuovo (26,764 km), le 28 octobre 1931
- Lagonegro-Spezzano Albanese (104,745 km):
  - Spezzano Albanese–Castrovillari (25,254 km), le 15 septembre 1915[4]
  - Lagonegro–Laino Borgo (39,857 km), le 30 octobre 1929
  - Castrovillari–Morano Calabro (3,377 km), le 23 juin 1930
  - Laino Borgo–Morano Calabro (32,255 km), le 1er juillet 1931
- Cosenza-Catanzaro (109,824 km):
  - Cosenza–Rogliano (23,240 km), le 9 octobre 1916[4]
  - Rogliano–Soveria Mannelli (35,484 km), le 11 octobre 1922[4]
  - Soveria Mannelli–Decollatura (6,338 km), le 30 mars 1924[4]
  - Catanzaro Città–Catanzaro Lido (11,121 km), le 10 juillet 1933
  - Decollatura–Catanzaro Città (33,639 km), le 18 juin 1934
- Cosenza-Pedace–San Giovanni in Fiore (67,084 km):
  - Pedace–San Pietro in Guarano (21,811 km), le 11 octobre 1922[4]
  - San Pietro in Guarano–Camigliatello Silano (17,582 km), le 10 août 1931
  - Camigliatello Silano–San Giovanni in Fiore (27,690 km), le 6 mai 1956[5]
- Crotone-Petilia Policastro (41,841 km):
  - Crotone Centro–Petilia Policastro (40,666 km), le 16 juin 1930
  - Bivio Porto–Crotone Porto (1,175 km), le 2 août 1930
- Vibo Valentia-Mileto (27,881 km):
  - Vibo Valentia–Vibo Valentia Città (14,887 km), le 2 juillet 1917
  - Vibo Valentia Città–Mileto (12,993 km), le 4 octobre 1923
- Soverato–Chiaravalle Centrale (22,950 km), le 15 décembre 1923
- Gioia Tauro-Cinquefrondi (31,737 km):
  - Gioia Tauro–Cittanova (21,219 km), le 1er juin 1924[4]
  - Cittanova–Cinquefrondi (10,518 km), le 28 mars 1929
- Gioia Tauro-Palmi-Sinopoli (26,280 km):
  - Gioia Tauro–Palmi-Seminara (12,975 km), le 18 janvier 1917[4]
  - Seminara–Sinopoli (13,307 km), le 21 avril 1928
- Marina di Gioiosa Ionica-Mammola (14,514 km), le 1er août 1931

La longueur totale des lignes construites à voies étroites s'élève à 737,173 kilomètres.

### La deuxième phase: les fermetures de lignes

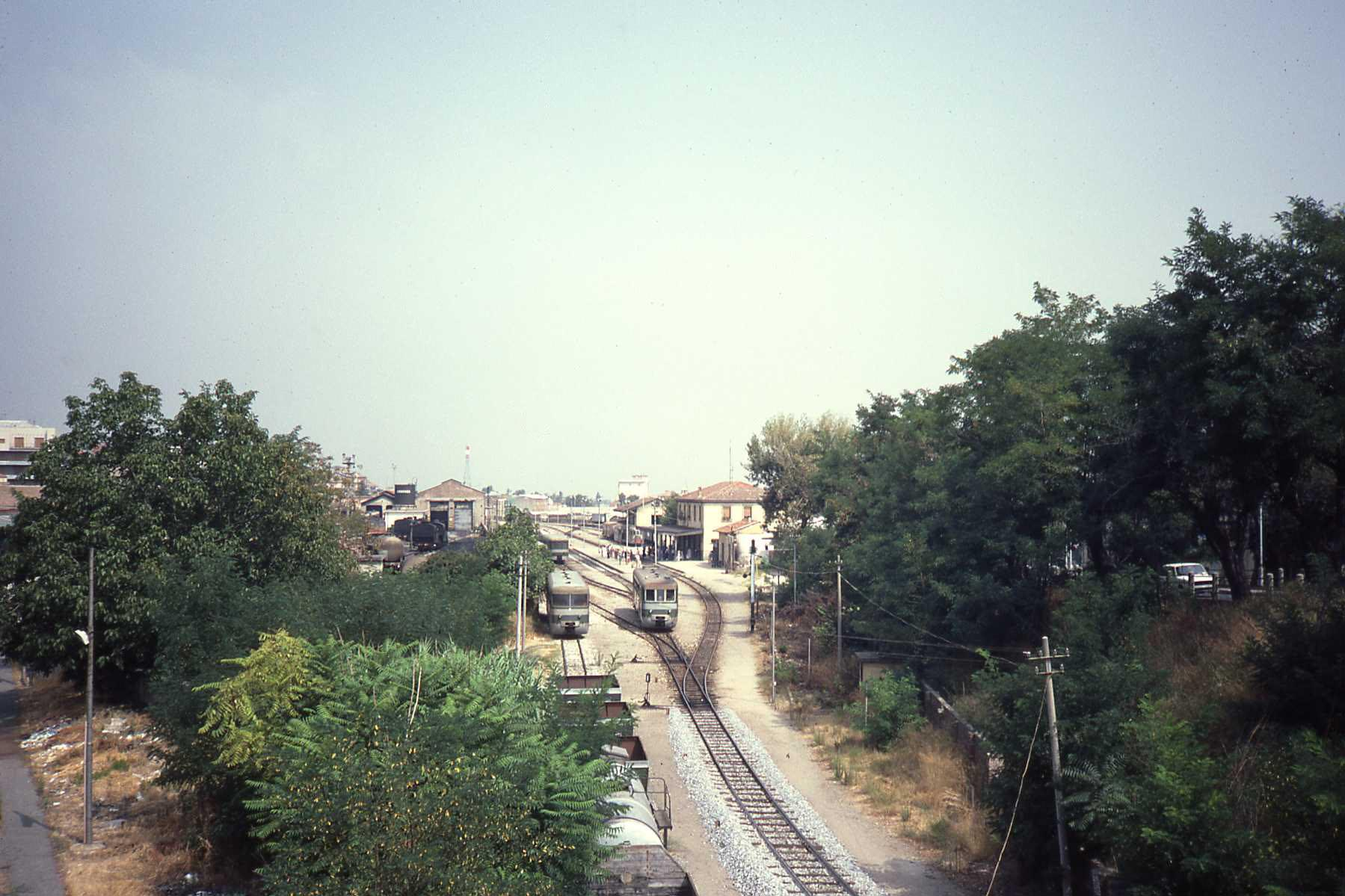
L'entrée en gare de Cosenza (1984).

À la suite du déraillement d'une voiture d'un train le 23 décembre 1961 sur le viaduc de Fiumarella qui causa la mort de 71 passagers, en majorité des étudiants, dans cette voiture lorsqu'elle chuta du viaduc et s'écrasa 47 mètres en contrebas, le gouvernement italien retira la concession aux MCL bien que l'enquête ait prouvé que le non respect de la vitesse par le mécanicien soit la cause du déraillement. 
Le contexte économique des années 1960 favorisait largement le transport sur route et les compagnies de chemins de fer subissaient déjà de plein fouet la concurrence des lignes d'autocars pour le transport interurbain des travailleurs et des étudiants. Comme beaucoup de services publics en concession, les FCL virent les subventions diminuer fortement jusqu'à ne plus pouvoir assurer le remplacement des matériels roulants ce qui entraîna de fait la suppression de nombreuses lignes actives. En moins de vingt ans les Calabro Lucane durent se diversifier et se tourner vers le transport sur route des voyageurs bien que la desserte de certaines bourgades était restée assez difficile, surtout en hiver, vu la géologie très accidentée de cette région des Apennins. Le parc d'autocars a rapidement atteint les 100 unités mais les lignes ferroviaires principales ont été conservées.
Les lignes abandonnées :
- 1966 - Atena-Marsico Nuovo
- 1966 - Vibo Valentia-Mileto
- 1968 - Marina di Gioiosa Ionica-Mammola
- 1969 - Soverato-Chiaravalle Centrale
- 1969 - Potenza-Pignola–Laurenzana
- 1972 - Matera-Montalbano Ionico
- 1972 - Crotone-Petilia Policastro
- 1978 - Lagonegro-Spezzano Albanese
- 1980 - Potenza-Pignola

En 1989, tout ce qui restait du réseau des FCL fut scindé en deux entités publiques distinctes, gérées directement par les régions respectives : les Ferrovie Appulo Lucane - FAL et les Ferrovie della Calabria - FC.

## Caractéristiques générales
Partout où l'on a construit des voies ferrées dans des zones de montagne, les ingénieurs ont proposé des voies étroites pour tenir compte des conditions environnementales. Pour franchir des pentes qui ne peuvent parfois pas être inférieures à 60 ‰ (60 pour mille), la géographie du terrain qui entraîne des rayons de courbure faibles justifient toujours le recours aux voies étroites qui donnent plus de souplesse à la construction de la voie et surtout simplifient la gestion de la circulation des trains même si la vitesse commerciale est inférieure.

## Parc matériel roulant des FCL

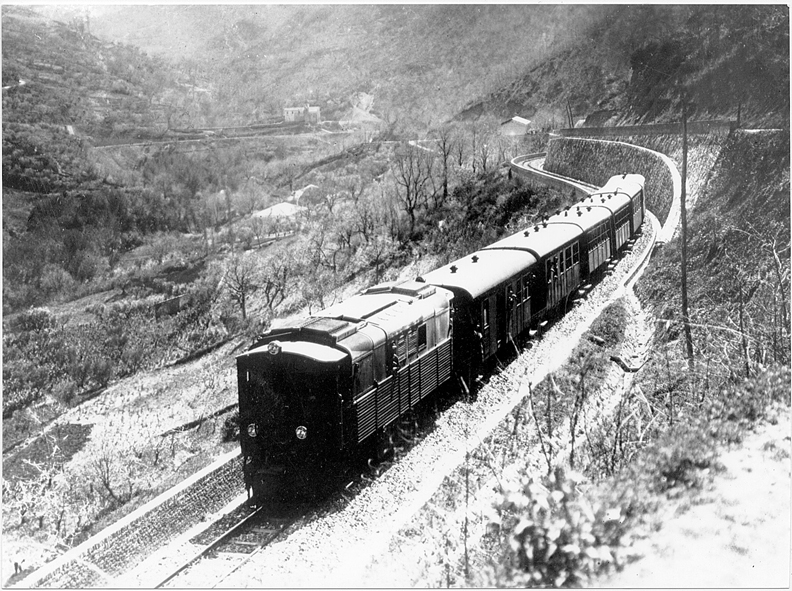
Locomotiva Diesel-électrique Fiat Ferroviaria D.301 traînant un train de voyageurs
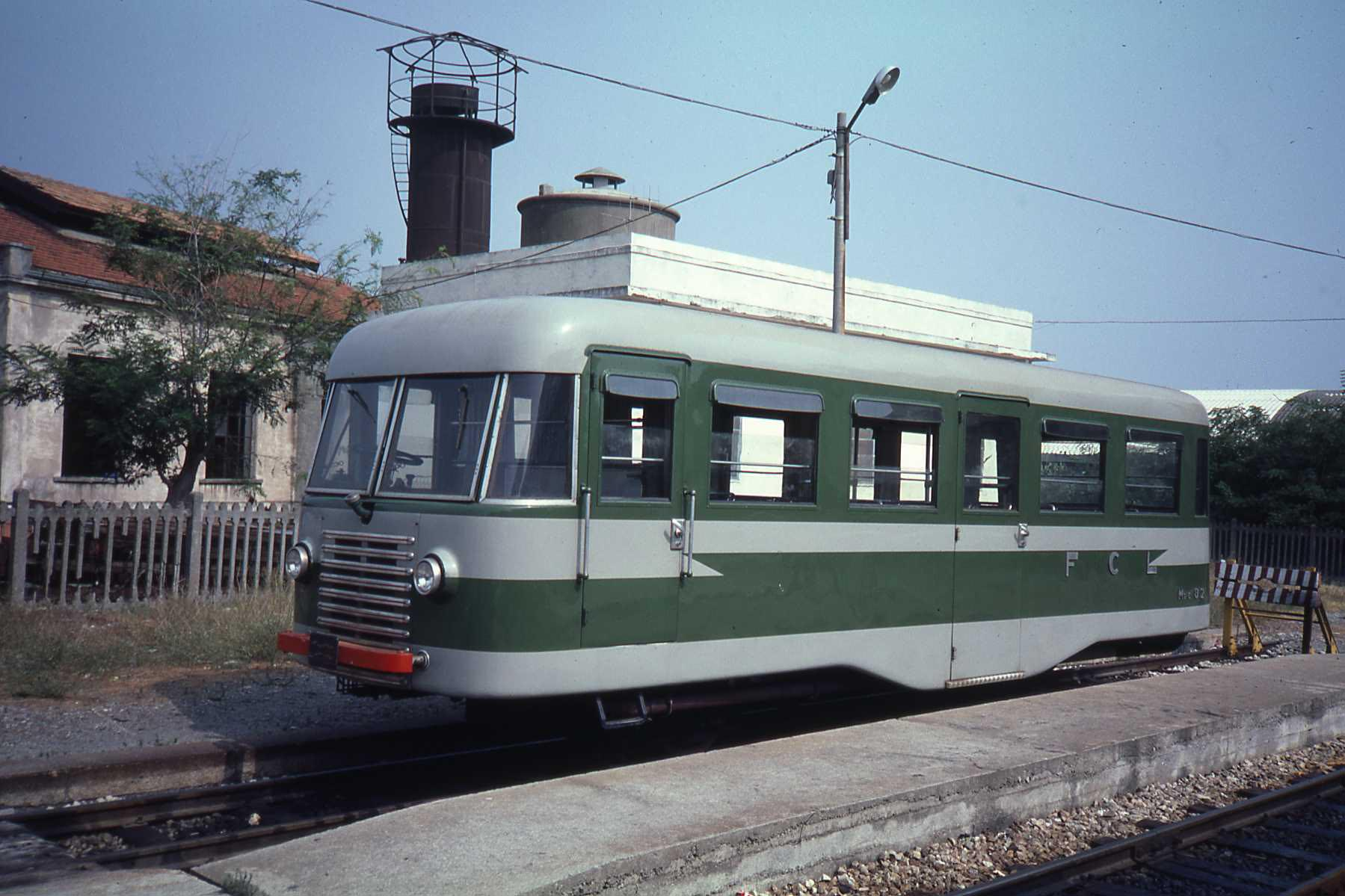
Autorail Emmina série M1c.80R
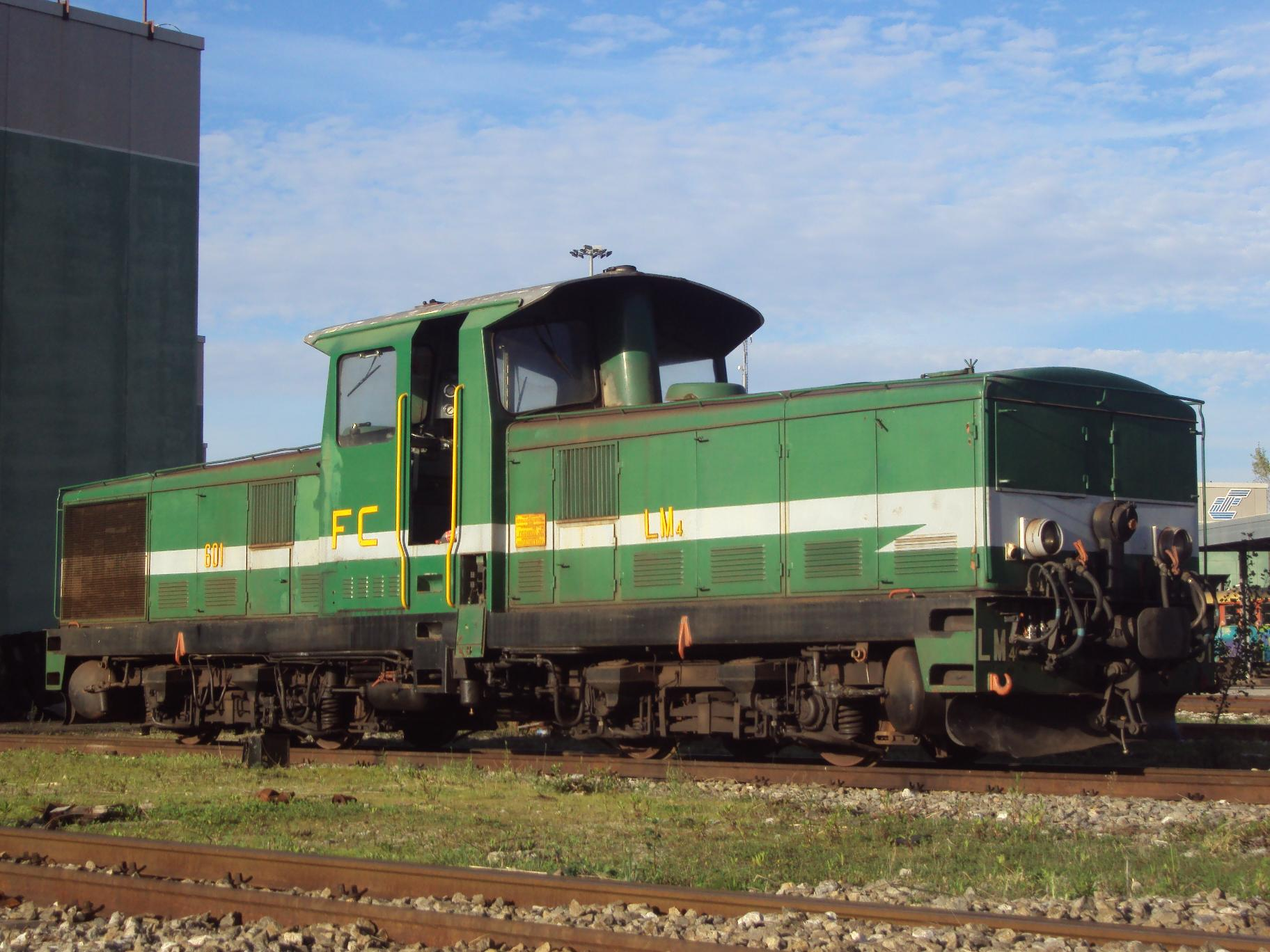
Locomotive diesel LM4
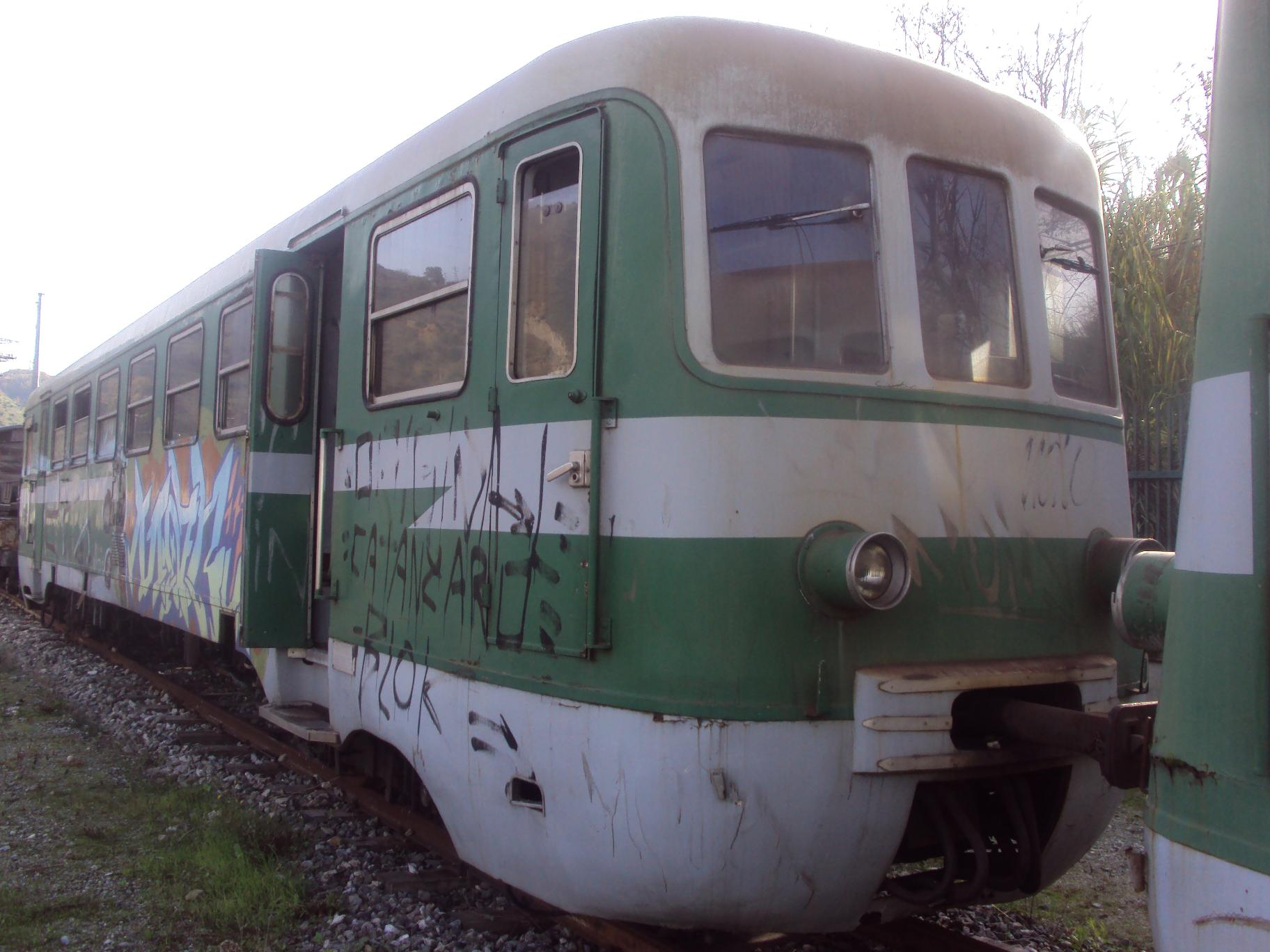
Autorail M2.120
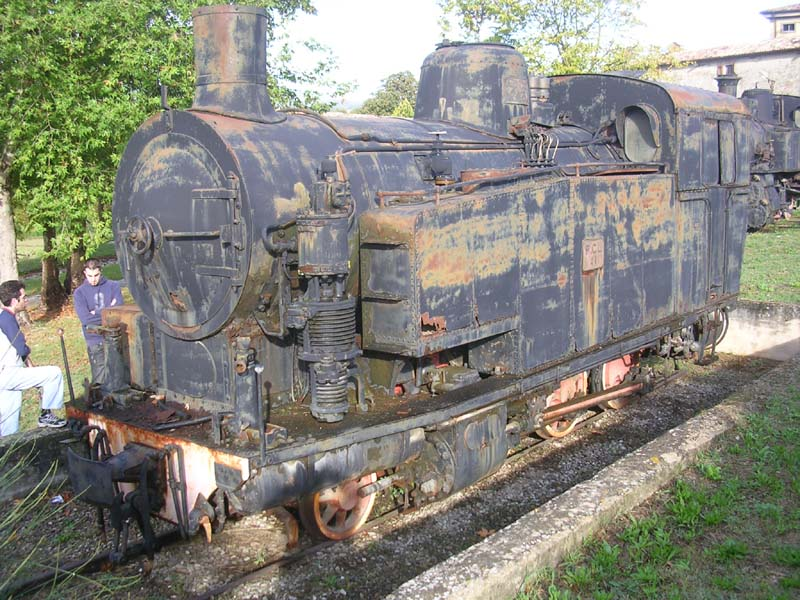
Locomotive à vapeur CEMSA 400
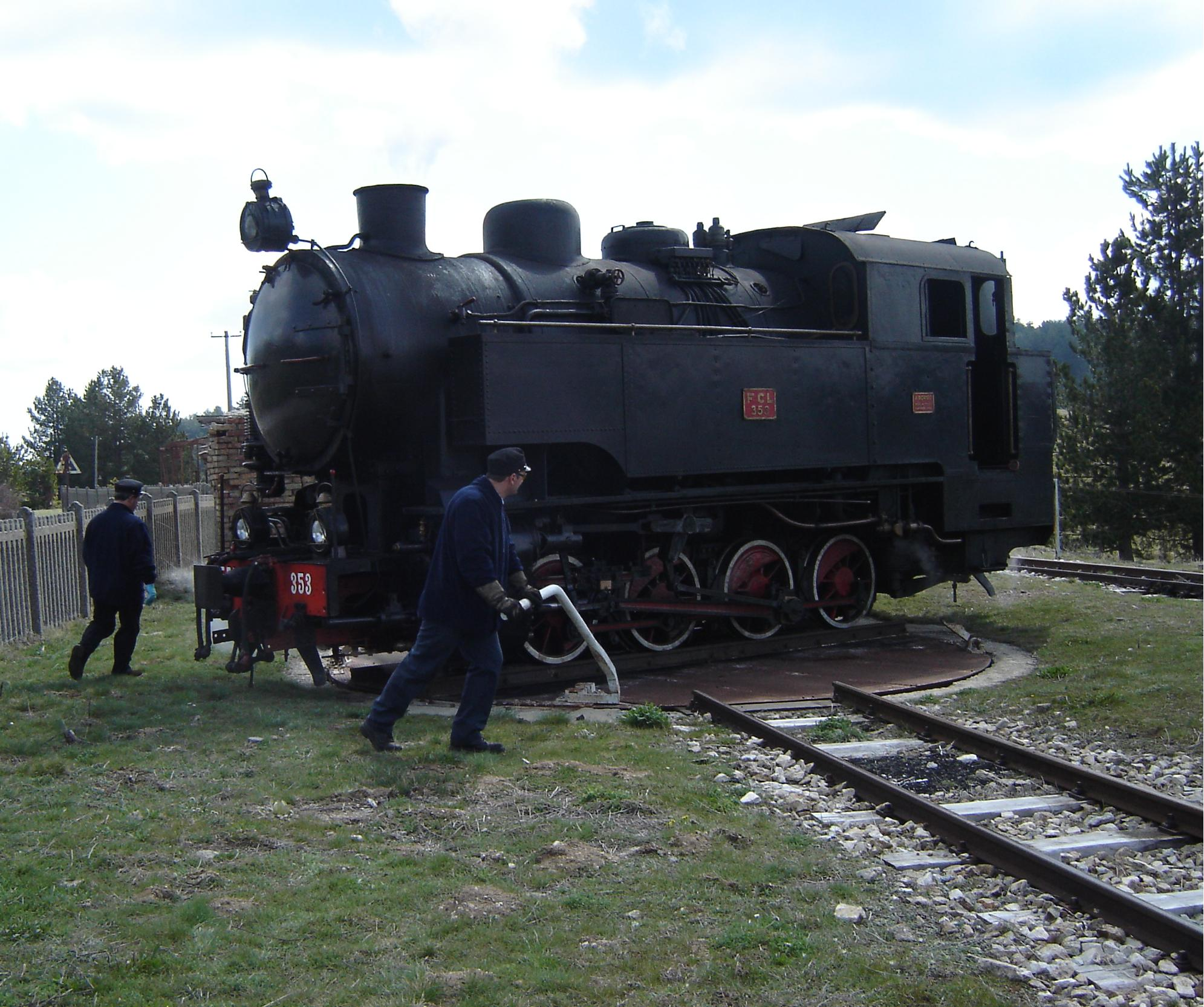
Locomotive à vapeur Breda-Ansaldo 350
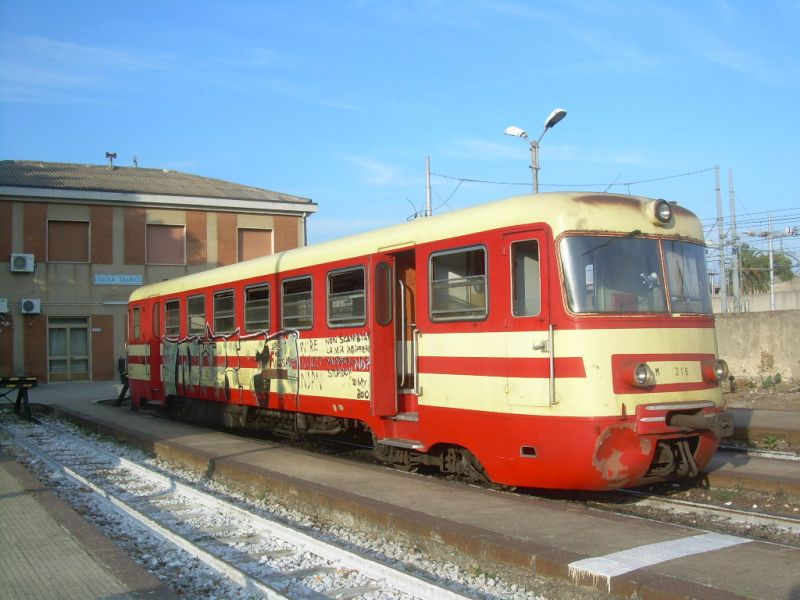
Autorail M2.200
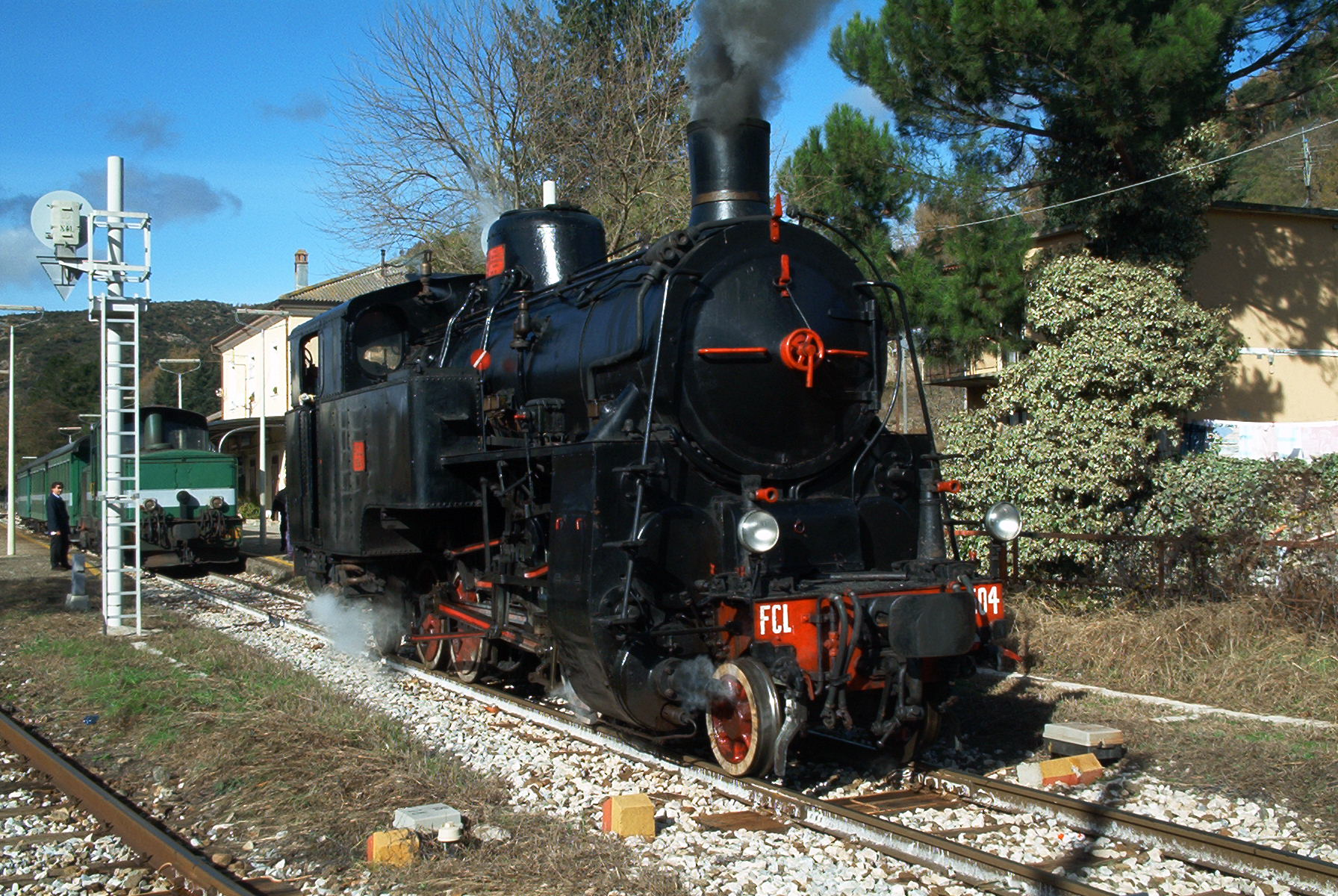
Locomotive à vapeur CEMSA 500
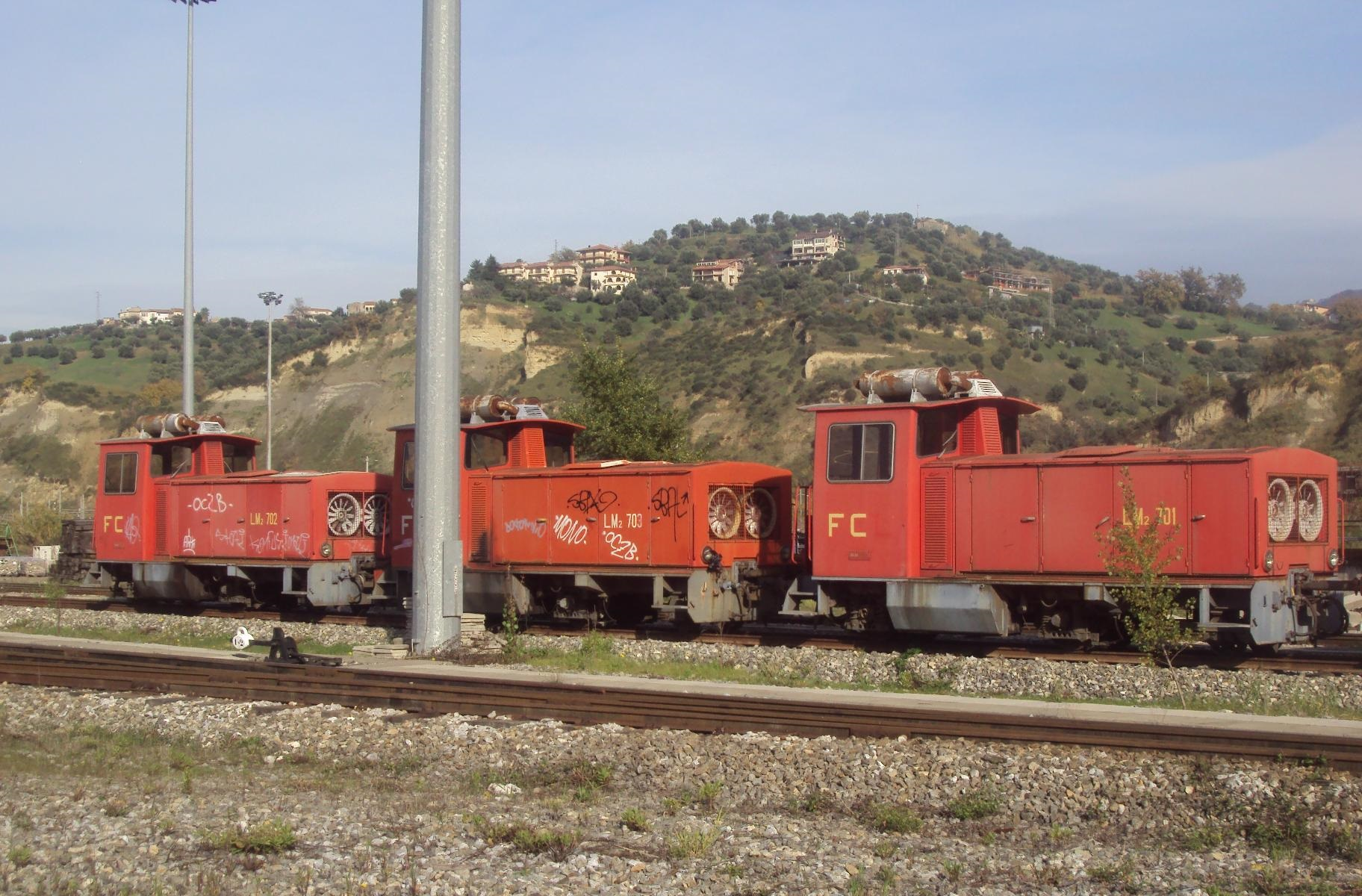
Locomotive à crémaillère FCL LM2.700

En 1989, l'inventaire du parc matériel des FCL se composait de :
- Autorails unidirectionnels M1 : 42 unités,
- Autorails bidirectionnels Fiat - Breda - Reggiane - Ferrosud : 59
- Autorails à crémaillère Fiat M4 : 10
- Locomotives Diesel Fiat & Ferrosud : 9
- Locomotive FCL LM2.700 SLM à crémaillère : 3
- Remorques passagers : 46
- Wagons de marchandises : 150
- Wagons grues : 4
- Autobus : 465

### Matériel roulant - tableau de synthèse
| Type                 | Désignation Immatriculation | Année d'acquisition | Constructeur               | Disp. essieux | Notes                                                                                      |
| -------------------- | --------------------------- | ------------------- | -------------------------- | ------------- | ------------------------------------------------------------------------------------------ |
| Locomotives à vapeur | FCL.1 ÷ 14                  | 1915-18             | Breda                      | 0-3-0         |                                                                                            |
| Locomotives à vapeur | FCL.201 ÷ 203               | 1915                | Breda                      | 0-3-0         | À l'origine à crémaillère, déposée en 1917                                                 |
| Locomotives à vapeur | FCL.241                     | 1915                | SLM                        | 0-3-0         | À crémaillère, rachetée à Società Veneta                                                   |
| Locomotives à vapeur | FCL.251 ÷ 253               | 1915                | SLM                        | 0-3-0         | À crémaillère, rachetées à Chemin de fer de l'Oberland bernois                             |
| Locomotives à vapeur | FCL.261 ÷ 263               | 1916                | SLM                        | 0-3-0         | À crémaillère, rachetées à Chemin de fer de l'Oberland bernois                             |
| Locomotives à vapeur | FCL.151                     | 1917                | Breda                      | 0-4-0         | Achetée à Società Anonima delle Ferrovie e Tramvie Padane, cédée en 1940 à Ferrovie Padane |
| Locomotives à vapeur | SFV.1 ÷ 4 / MCL.161 ÷ 163   | 1925                | Borsig                     | 0-3-0         | Achetées à Società Anonima Ferrovie Vicinali                                               |
| Locomotives à vapeur | FCL.171 ÷ 188               | 1922-23             | Breda                      | 1-3-0         |                                                                                            |
| Locomotives à vapeur | FCL.351 ÷ 361               | 1926                | Borsig, Breda, Ansaldo     | 0-4-0         |                                                                                            |
| Locomotives à vapeur | FCL.401 ÷ 421               | 1931                | CEMSA                      | 1-3-0         |                                                                                            |
| Locomotives à vapeur | FCL.501 ÷ 506               | 1931-32             | CEMSA                      | 1-3-0         | À crémaillère                                                                              |
| Locomotives à vapeur | 300.001 ÷ 002               | 1945                | Reggiane                   | 0-3-0         | Provenant de Chemins de fer d'Érythrée                                                     |
| Locomotives diesel   | MCL 301                     | 1924                | Fiat-Tecnomasio            | Bo'Bo'        | Une des premières locomotives diesel-électrique construite en Italie                       |
| Locomotives diesel   | FCL LM4.601 ÷ 606           | 1974                | Ferrosud                   | Bo'Bo'        | Locomotives de manœuvres                                                                   |
| Locomotives diesel   | FCL LM2.701 ÷ 703           | 1982-84             | SLM                        | 1'B           | À cremaillère                                                                              |
| Locomotives diesel   | LM2 751 ÷ 754               | 1984                | Greco                      | B             | Locomotives de manœuvres                                                                   |
| Autorail diesel      | M1.1 ÷ 13                   | 1934                | Carminati & Toselli        | 1A            | Autorail monodirectionnel                                                                  |
| Autorail diesel      | M1.14                       | 1934                | Carminati & Toselli        | 1A            | À crémaillère                                                                              |
| Autorail diesel      | M1.30 ÷ 37                  | 1934                | OM                         | 1A            |                                                                                            |
| Autorail diesel      | M1c.81 ÷ 90                 | 1937                | Piaggio                    | 1A            | À crémaillère                                                                              |
| Autorail diesel      | M1c.81R ÷ 90R               | 1951-53             | Officine Ranieri           | 1A            | À crémaillère                                                                              |
| Autorail diesel      | M2.51 ÷ 60                  | 1937                | Piaggio-OM-Tecnomasio      | (1A)(A1)      | Autorail diesel-électrique                                                                 |
| Autorail diesel      | M2.101 ÷ 102                | 1948                | Reggiane                   | 1'Bo 1'       | Autorails 3 caisses articulées                                                             |
| Autorail diesel      | M2.71                       | 1949                | Fiat Ferroviaria           | (1A)(A1)      | Achetée à Ferrovia Appennino Centrale                                                      |
| Autorail diesel      | M2.72 ÷ 75                  | 1949                | Reggiane                   | (1A)(A1)      |                                                                                            |
| Autorail diesel      | M2.121 ÷ 147                | 1952-57             | Breda                      | B'2           |                                                                                            |
| Autorail diesel      | M2.201 ÷ 233                | 1966-82             | Breda, Ferrosud            | B'2           | Plus 13 remorques RA.1009 ÷ 1021                                                           |
| Autorail diesel      | M4.151 ÷ 154                | 1970                | OMS-Tecnomasio             | Bo'Bo'        | Autorails diesel-électriques cédés à Ferrovia Circumetnea                                  |
| Autorail diesel      | M4.301 ÷ 315                | 1987-91             | Fiat Ferroviaria- Ferrosud | B'B'          |                                                                                            |
| Autorail diesel      | M4.401 ÷ 408                | 1996                | Fiat Ferroviaria- Ferrosud | B'B'          | Autorails diesel destinées à Ferrovie della Calabria                                       |
| Autorail diesel      | M4c.351 ÷ 361               | 1991-96             | Fiat Ferroviaria- Ferrosud | B'B'          | À crémaillère pour Ferrovie della Calabria                                                 |
| Autorail diesel      | M4.351 ÷ 362                | 2000-2001           | Fiat Ferroviaria- Ferrosud | B'B'          | Rames doubles destinées à Ferrovie Appulo Lucane                                           |